# Impact sur la Lune du 17 mars 2013
Pour les articles homonymes, voir Impacts sur la Lune.
Le 17 mars 2013, un impact cosmique a eu lieu à la surface de la Lune. Celui-ci était alors l'impact le plus important enregistré à la surface du satellite de la Terre, mais un impact au moins trois fois plus important a depuis été enregistré, le 11 septembre 2013.

## Impact
L'explosion a été repérée par la NASA le 17 mars 2013. Le « caillou » à l'origine de l'impact allait à une vitesse estimée à 90 000 kilomètres par heure (25 kilomètres par seconde) et le cratère résultant a un diamètre d'environ 20 mètres.